# Wentiomyces sibiricus
Wentiomyces sibiricus är en lavart som först beskrevs av Franz Petrak, och fick sitt nu gällande namn av E. Müll. 1962. Wentiomyces sibiricus ingår i släktet Wentiomyces och familjen Pseudoperisporiaceae.   Inga underarter finns listade i Catalogue of Life.